# Vezoanus gruveli
Vezoanus gruveli är en skalbaggsart som beskrevs av Marc Lacroix 1993. Vezoanus gruveli ingår i släktet Vezoanus och familjen Melolonthidae. Inga underarter finns listade i Catalogue of Life.